# Lijst van nummer 1-hits in Wallonië in 2008
Deze hits stonden in 2008 op nummer 1 in de Waalse Ultratop 40, de bekendste hitlijst in Wallonië.
| Datum        | Artiest                    | Titel                                              |
| ------------ | -------------------------- | -------------------------------------------------- |
| 5 januari    | Rihanna                    | Don't Stop the Music                               |
| 12 januari   | Rihanna                    | Don't Stop the Music                               |
| 19 januari   | Rihanna                    | Don't Stop the Music                               |
| 26 januari   | Rihanna                    | Don't Stop the Music                               |
| 2 februari   | Yael Naïm                  | New soul                                           |
| 9 februari   | Yael Naïm                  | New soul                                           |
| 16 februari  | Fatal Bazooka & Yelle      | Parle à ma main                                    |
| 23 februari  | Fatal Bazooka & Yelle      | Parle à ma main                                    |
| 1 maart      | Fatal Bazooka & Yelle      | Parle à ma main                                    |
| 8 maart      | Fatal Bazooka & Yelle      | Parle à ma main                                    |
| 15 maart     | Yael Naïm                  | New soul                                           |
| 22 maart     | Sheryfa Luna               | Il avait les mots                                  |
| 29 maart     | Sheryfa Luna               | Il avait les mots                                  |
| 5 april      | Sheryfa Luna               | Il avait les mots                                  |
| 12 april     | Sheryfa Luna               | Il avait les mots                                  |
| 19 april     | Sheryfa Luna               | Il avait les mots                                  |
| 26 april     | Madonna & Justin           | 4 minutes                                          |
| 3 mei        | Madonna & Justin           | 4 minutes                                          |
| 10 mei       | Madonna & Justin           | 4 minutes                                          |
| 17 mei       | Madonna & Justin           | 4 minutes                                          |
| 24 mei       | Madonna & Justin           | 4 minutes                                          |
| 31 mei       | Laurent Wolf & Eric Carter | No stress                                          |
| 7 juni       | Laurent Wolf & Eric Carter | No stress                                          |
| 14 juni      | Laurent Wolf & Eric Carter | No stress                                          |
| 21 juni      | Enrique Iglesias & Nâdiya  | Tired of being sorry (Laisse le destin l'emporter) |
| 28 juni      | Enrique Iglesias & Nâdiya  | Tired of being sorry (Laisse le destin l'emporter) |
| 5 juli       | Enrique Iglesias & Nâdiya  | Tired of being sorry (Laisse le destin l'emporter) |
| 12 juli      | Enrique Iglesias & Nâdiya  | Tired of being sorry (Laisse le destin l'emporter) |
| 19 juli      | Amy Macdonald              | This is the life                                   |
| 26 juli      | Amy Macdonald              | This is the life                                   |
| 2 augustus   | Amy Macdonald              | This is the life                                   |
| 9 augustus   | Amy Macdonald              | This is the life                                   |
| 16 augustus  | Amy Macdonald              | This is the life                                   |
| 23 augustus  | Amy Macdonald              | This is the life                                   |
| 30 augustus  | Mylène Farmer              | Dégénération                                       |
| 6 september  | Amy Macdonald              | This is the life                                   |
| 13 september | Amy Macdonald              | This is the life                                   |
| 20 september | William Baldé              | Rayon de soleil                                    |
| 27 september | William Baldé              | Rayon de soleil                                    |
| 4 oktober    | MC Solaar                  | Le rabbi muffin                                    |
| 11 oktober   | MC Solaar                  | Le rabbi muffin                                    |
| 18 oktober   | MC Solaar                  | Le rabbi muffin                                    |
| 25 oktober   | Madcon                     | Beggin'                                            |
| 1 november   | MC Solaar                  | Le rabbi muffin                                    |
| 8 november   | Grégoire                   | Toi + moi                                          |
| 15 november  | Grégoire                   | Toi + moi                                          |
| 22 november  | Grégoire                   | Toi + moi                                          |
| 29 november  | Grégoire                   | Toi + moi                                          |
| 6 december   | Grégoire                   | Toi + moi                                          |
| 13 december  | Grégoire                   | Toi + moi                                          |
| 20 december  | Grégoire                   | Toi + moi                                          |
| 27 december  | Grégoire                   | Toi + moi                                          |